# کارلوس چهارم و خانواده‌اش
کارلوس چهارم پادشاه اسپانیا و خانواده‌اش (به انگلیسی: Charles IV of Spain and His Family) یک نقاشی پرتره گروهی رنگ روغن روی بوم اثر هنرمند اسپانیایی فرانسیسکو گویا است. او کار روی این نقاشی را در سال ۱۸۰۰، اندکی پس از اینکه اولین نقاش خانواده سلطنتی شد، آغاز کرد و آن را در تابستان ۱۸۰۱ به پایان رساند.

این پرتره تصاویری در اندازه واقعی از کارلوس چهارم و خانواده‌اش را به نمایش می‌گذارد که لباس‌های زیبا و جواهرات به تن دارند. مهم‌ترین آنها در این نقاشی کارلوس چهارم و همسرش ماریا لوییزا هستند، که توسط فرزندان و بستگان خود احاطه شده‌اند. این خانواده لباس‌های مد روز معاصر خود پوشیده‌اند و با جواهرات و نشان کارلوس سوم تزیین شده‌اند. این نقاشی هم‌اکنون در موزه دل پرادو، مادرید نگهداری می‌شود.

## توصیف
این پرتره گروهی یک سال پس از آنکه فرانسیسکو گویا برای اولین بار نقاش دربار شد، به پایان رسید، بالاترین مقامی که یک هنرمند اسپانیایی می‌توانست به آن دست یابد و پیش از این دیه‌گو ولاسکوئز آن را بر عهده داشت.
فرانسیسکو گویا نگفت که چرا تصمیم گرفت این اثر را بر اساس کار استاد قدیمی‌تر بسازد، اگرچه در آن زمان مفهوم سنت نقاشی اسپانیایی وجود نداشت. شاید انگیزه فرانسیسکو گویا شرایط آشفته آن زمان بود؛ پس از یازده سال، اسپانیا همچنان با پیامدها و عواقب انقلاب فرانسه دست و پنجه نرم می‌کرد، که در نهایت منجر به حمله ناپلئون به اسپانیا و نصب برادرش، ژوزف بناپارت، بر تخت سلطنت اسپانیا در سال ۱۸۰۸ شد.
به نظر می‌رسد خانواده سلطنتی در حال بازدید از کارگاه هنرمند هستند: فرانسیسکو گویا در سمت چپ دیده می‌شود که به سمت بیننده نگاه می‌کند. فرانسیسکو گویا به نظر می‌رسد توجه خود را بر سه چهره متمرکز کرده است: شاهزاده آستوریاس، یعنی فردیناند هفتم آینده، که لباس آبی پوشیده است، مادرش ملکه ماریا لوییزای پارما، که در مرکز ایستاده است، و پادشاه کارلوس چهارم. اگرچه این یک پرتره رسمی است، اما نشانه‌هایی از صمیمیت بین اعضای خانواده وجود دارد؛ ملکه ماریا لوئیزا دست کوچک‌ترین فرزند را گرفته است. برخلاف اثر «لاس منیناس» ولاسکوئز، این نقاشی هیچ‌یک از خدمتکاران یا ملازمان خانواده سلطنتی را نشان نمی‌دهد. مهم‌تر از آن، فرانسیسکو گویا ساختار روایی را حذف می‌کند: این صرفاً نقاشی از افرادی است که برای یک نقاشی ژست گرفته‌اند.
همانند «لاس منیناس»، هنرمند در حال کار بر روی یک بوم نقاشی نشان داده شده است که فقط پشت آن قابل مشاهده است؛ با این حال، چشم‌انداز جوی و گرم فضای داخلی کاخ در اثر ولاسکوئز در اینجا با احساس، به قول گاسیه، «خفگی قریب‌الوقوع» جایگزین شده است، زیرا خانواده سلطنتی بر روی «صحنه‌ای رو به عموم» ارائه شده‌اند، در حالی که در سایه پشت صحنه، نقاش، با لبخندی تلخ، اشاره می‌کند و می‌گوید: «به آنها نگاه کنید و خودتان قضاوت کنید!»